# Urfahrkörnyéki járás
A Urfahrkörnyéki járás németül: Bezirk Urfahr-Umgebung Ausztriában, Felső-Ausztria tartományban található. Urfahrkörnyéki járás Freistadti, Pergi, Linz, Linzvidéki, Eferdingi és Rohrbachi járásokkal határos. Lakosainak száma 87 127 fő (2022. január 1.).

## A járáshoz tartozó települések
- Alberndorf in der Riedmark
- Altenberg bei Linz
- Bad Leonfelden
- Eidenberg
- Engerwitzdorf
- Feldkirchen an der Donau
- Gallneukirchen
- Goldwörth
- Gramastetten
- Haibach im Mühlkreis
- Hellmonsödt
- Herzogsdorf
- Kirchschlag bei Linz
- Lichtenberg
- Oberneukirchen
- Ottenschlag im Mühlkreis
- Ottensheim
- Puchenau
- Reichenau im Mühlkreis
- Reichenthal
- Sankt Gotthard im Mühlkreis
- Schenkenfelden
- Sonnberg im Mühlkreis
- Steyregg
- Vorderweißenbach
- Walding
- Zwettl an der Rodl